# Argyrolepidia fractus
Argyrolepidia fractus là một loài bướm đêm trong họ Noctuidae.